# Carabus melancholicus submeridionalis
Carabus melancholicus submeridionalis é uma subespécie de insetos coleópteros pertencente à família Carabidae.
A autoridade científica da subespécie é Breuning, tendo sido descrita no ano de 1975.
Trata-se de uma subespécie presente no território português.